# GingaMingaYo (the strange world)
《GingaMingaYo (The Strange World)》（韓文：긴가민가요；RR：Gingamingayo，意思是“不確定”）是由南韓女子組合Billlie為她們的第二張迷你專輯《The collective soul and unconscious: chapter one》錄製的一首歌曲。這首歌由MYSTIC STORY於2022年2月23日作為主打單曲發行。歌曲由Le'mon、Hyuk Shin、MRey、Ashley Alisha和Le'mon（來自153/Joombas）共同創作，而Han Peacedelic Jungsu負責製作。《GingaMingaYo》是一首融合了Bass House元素的流行歌曲。歌詞講述了人成長過程中自我提問和情感的過程。日文版於2023年5月17日作為該組合在日本的出道單曲發行。

## 作曲和歌詞
主打曲《GingaMingaYo (The Strange World)》由Lemon填詞，Hyuk Shin（153CreatorsClub）、MRey（153CreatorsClub）、Ashley Alisha（153/Joombas）、Le'mon（153/Joombas）作曲，並由MRay（153/Joombas）編曲。“Ginga minga”是韓文中表示不確定性的表達。顧名思義，這首歌講述了人在成長過程中對生活變化感到困惑的心情。這首歌的標題用韓文和英文書寫，歌曲以降B小調作曲，速度為每分鐘122拍，時長3分35秒。

## 背景和評價
《GingaMingaYo》首次於2022年2月11日通過MYSTIC STORY在各大社交媒體平台發布的曲目列表圖片宣布。2022年2月21日，通過精選串燒首次聽到該歌曲，並於2022年2月23日隨著迷你專輯一同正式發行，同時音樂錄影帶也由MYSTIC STORY上傳至YouTube。
許多評論家認為《GingaMingaYo》相比他們的出道曲《Ring X Ring》更具輕快、奇異的感覺，並且具有引人入勝的深浩斯節拍，帶來一種俏皮有趣的氛圍。時代雜誌指出，歡快的合成器音效和Billlie充滿活力的喊聲推動了這首歌，創造出一個有趣的旋律，不僅引起了聽眾的好奇心，也提高了他們的能量。

## 宣傳
在媒體展示會取消後，三名成員於2022年2月23日接受了《韓國時報》的專訪，以宣傳這張專輯。隨後，他們在發行13天後於SBS MTV的《THE SHOW》上首次演出這首歌。該組合還在《M Countdown》、《音乐银行》、《人气歌谣》、《Show! 音樂中心》、《Show Champion》和《Simply Con-Tour》上進行了表演。

## 音樂錄影帶
在正式發行之前，發布了一支預告片，並於2022年2月23日發佈音樂錄影帶。該錄影帶由Zanybros的洪元基和沈智瀅執導，展示了女孩們從日常生活中超越到一個奇異世界，在那裡她們探索自己潛意識的更深層次。這是Zanybros第二次為Billlie執導音樂錄影帶，第一次是為《Snowy Night》執導。

## 商業表現
《GingaMingaYo (The Strange World)》雖未能進入Gaon數位榜，但在子榜單下載榜上首次亮相排名第123，並於次週達到第92名。在日本，這首歌在日本公告牌Heatseekers Songs Chart上首次亮相排名第6。

## 獲獎
| 評論/出版商 | 表單                                  | 排名   | Ref.   |
| ----------- | ------------------------------------- | ------ | ------ |
| 時代雜誌    | 2022年最佳K-pop歌曲和專輯（截至目前） | 不適用 | [ 20 ] |
| 新音乐快递  | 2022年截至目前的15首最佳K-pop歌曲     | 15     | [ 21 ] |

## 榜單
| 榜單 (2022)                   | 峰值 |
| ----------------------------- | ---- |
| 日本 Heatseekers (日本公告牌) | 6    |
| 南韓 Download (Gaon)          | 92   |

| 榜單 (2023)                         | 峰值 |
| ----------------------------------- | ---- |
| 日本（Oricon單曲榜）                | 4    |
| 日本 Combined Singles (Oricon)      | 24   |
| 日本 Top Singles Sales (日本公告牌) | 7    |

## 發行歷史
| 地區 | 日期          | 格式              | 版本 | 唱片公司               |
| ---- | ------------- | ----------------- | ---- | ---------------------- |
| 全球 | 2022年2月23日 | 數位下載 串流媒體 | 韓版 | MYSTIC STORY Kakao娛樂 |
| 全球 | 2023年5月17日 | CD單曲            | 日版 | JVC建伍胜利娱乐        |
| 日本 | 2023年5月17日 | CD單曲            | 日版 | JVC建伍胜利娱乐        |